# Rory McArdle
Rory Alexander McArdle (ur. 1 maja 1987 w Sheffield) – północnoirlandzki piłkarz występujący na pozycji obrońcy. Zawodnik klubu Bradford City.

## Kariera klubowa
McArdle zawodową karierę rozpoczynał w 2005 roku w angielskim zespole Sheffield Wednesday z Championship. Przed debiutem w jego barwach, w sierpniu 2005 roku został wypożyczony do Rochdale z League Two. W tych rozgrywkach zadebiutował 17 września 2005 roku w wygranym 2:0 pojedynku z Mansfield Town. W marcu 2006 roku wrócił do Sheffield. 19 sierpnia 2006 roku w wygranym 2:1 spotkaniu z Plymouth Argyle zadebiutował w Championship. Było to jednocześnie jedyne spotkanie rozegrane przez niego dla Sheffield.
W listopadzie 2006 roku McArdle ponownie został wypożyczony do Rochdale, a w styczniu 2007 roku podpisał z nim kontrakt. Jego barwy reprezentował przez 3,5 roku.
W połowie 2010 roku odszedł do szkockiego Aberdeen. W Scottish Premier League zadebiutował 14 sierpnia 2010 roku w wygranym 4:0 spotkaniu z Hamilton Academical. 30 października 2010 roku w przegranym 1:2 pojedynku z St. Mirren strzelił pierwszego gola w Scottish Premier League.

## Kariera reprezentacyjna
W reprezentacji Irlandii Północnej McArdle zadebiutował 26 maja 2010 roku w przegranym 0:2 towarzyskim meczu z Turcją.